# Cyclamen alpinum
Cyclamen alpinum ist eine Pflanzenart der Gattung der Alpenveilchen (Cyclamen) aus der Familie der Primelgewächse (Primulaceae). Sie ist ein Endemit der Türkei.

## Merkmale
Cyclamen alpinum wächst als ausdauernde krautige Pflanze und erreicht Wuchshöhen von etwa 10 cm. Sie bildet als Überdauerungsorgan eine Knolle aus. Die Knolle erreicht etwa 5 cm Durchmesser, sie ist abgeflacht kugelig, mit flacher Ober- und Unterseite, und nur vom Zentrum der Unterseite aus bewurzelt. Sie ist glatt, braun gefärbt mit samtiger Oberfläche. Die Blattstiele der Laubblätter entspringen unterirdisch niederliegend und sind dann oberirdisch aufsteigend. Die Blattspreite ist breit eiförmig bis nahezu kreisförmig, von kleinen Blättern mit 1,2 Zentimeter Länge bei etwa 1 Zentimeter Breite bis hin zu größeren mit 9 Zentimeter Länge bei 9,2 Zentimeter Breite. Ihr Blattrand ist wellig bis entfernt gezähnt, die Oberseite grün mit heller (graugrüner bis silbergrauer) Zeichnung, in der Regel mit zentralem langgestreckt dreieckigem dunklem Fleck. Die Unterseite ist purpurrot.
Die Blütenstiele sind niederliegend und zur Spitze aufsteigend, nach der Blüte zum Erdboden herabgerollt. Die fünf Kronblätter der Blütenkrone sind blassrosa bis intensiv purpurrosa, selten weiß, jedes mit einem basalen dunkelpurpurnen Fleck. Sie sind längs gedreht und sind, ungewöhnlich für Alpenveilchen, nicht immer weit zurückgeschlagen, sondern oft horizontal abstehend, wodurch die Blüte einer Schiffsschraube ähnelt. Es gibt aber auch Formen mit zurückgeschlagenen Blütenblättern, dann ähnlich zu Cyclamen coum, und mit nach vorn herabhängenden, wie verwelkt aussehenden. Sie sind 9 bis 16 Millimeter lang. Der Griffel endet auf Höhe des Kronschlunds oder ragt sehr wenig daraus hervor. Die Blütezeit ist im zeitigen Frühjahr, Februar bis April, gemeinsam mit dem Laubaustrieb. Die Blüten besitzen einen recht intensiven, süßlich-modrigen Geruch.
Die Chromosomenzahl ist 2n = 30.

## Verbreitung und Standort
Cyclamen alpinum wächst in den Gebirgen im Südosten der Türkei, in den Provinzen Antalya, Burdur, Denizli, Isparta und Muğla, immer auf Kalkstein, in Meereshöhen bis zu 1620 Meter. Sie wächst an Waldrändern und im Inneren lichter Wälder oder in Spalten schattiger Kalkfelsen. Sie wächst etwa in Wäldern von Pinus brutia, Liquidambar orientalis oder Laurus nobilis oder im Gebüsch unter Ceratonia siliqua auf feuchten, humusreichen Böden. Bei Marmaris und Dalyan kommt sie bis zur Küste vor.

## Verwendung
Die Art wird als Zierpflanze kultiviert, aber eher von Liebhabern und seltener als viele andere Alpenveilchen. Bekannte Sorten sind ‘Album’ mit weißen Blüten, ‘Nettleton White’ mit marmoriertem Laub, ‘Pink Swirl’ mit großen rosa Blüten, ‘Red Devil’ mit tiefroten Blüten, ‘Speckles’ mit rosa Blüten mit karminroten Sprenkeln.

## Taxonomie, Systematik, Forschungsgeschichte
Die Art wurde erstbeschrieben von Karl Sprenger 1892 in der Gartenbau-Fachzeitschrift „Gartenflora“, angekündigt als Gartenpflanze der Pflanzenhandlung Dammann & Co. in der italienischen Kleinstadt San Giovanni a Teduccio nahe Neapel, deren Eigentümer E. Dammann und Sprenger waren. Im International Plant Index IPNI wird die Autorenschaft des ohne Namensangabe verfassten Texts ersatzweise Ludwig Wittmack, als Herausgeber der Gartenflora, zugeschrieben. Nach den recht knappen Angaben „das zwergigste und vielleicht schönste aller Alpenveilchen“, es wachse „nahe am ewigen Schnee in den höchsten Bergen Kleinasiens“. Eine ausführlichere Beschreibung lieferte der Botaniker Friedrich von Hildebrand 1897. Ein Herbarbeleg, gesammelt von Edward Forbes schon im Jahr 1842, existiert im Herbarium der Royal Botanic Gardens (Kew), Forbes erkannte aber nicht, dass es sich um eine neue Art handelt.
Material der Art wurde in den 1950er Jahren von Peter Hadland Davis und Oleg Polunin nach Europa gebracht und hier in verschiedenen botanischen Gärten kultiviert. 1975 entschied der ostdeutsche Botaniker Otto Schwarz, das kultivierte Material entspreche nicht der Beschreibung durch Sprenger. Er beschrieb danach eine neue Art, die er Cyclamen trochopteranthum benannte. Der englische Botaniker Christopher Grey-Wilson erkannte 2002, dass beide identisch sind. Eine von Grey-Wilson neu beschriebene forma leucanthemum wird nicht mehr anerkannt.
Die Gliederung der Gattung Cyclamen in Untergattungen oder Artengruppen ist zwischen verschiedenen Botanikern seit längerem umstritten. Cyclamen alpinum wurde von Schwarz der Untergattung Psilanthum, von anderen der Untergattung Gyrophoebe zugewiesen. Nach genetischen Daten sind nächstverwandt Cyclamen coum und Cyclamen parviflorum. Die Autoren der genetischen Untersuchung haben davon abgesehen, eine weitere Gliederung neu aufzustellen, sie halten derzeit die Datenlage für eine sinnvolle Gliederung für nicht ausreichend.

## Naturschutz und Gefährdung
Die Art ist in der Türkei im Bestand rückläufig aufgrund von intensiver Landnutzung, Bebauung und Überweidung. Sie steht aber, wie alle Arten der Gattung, weder auf einer Nationalen noch Internationalen Roten Liste. Der Handel mit Wildpflanzen wird vom Washingtoner Artenschutzübereinkommen (CITES) überwacht, ist aber nicht verboten. Die Türkei hat die Ausfuhr einer Reihen von Alpenveilchen-Arten, darunter Cyclamen alpinum, aus dem Land seit 1991 verboten. Nach den Ergebnissen von Belgin Göçmen Taşkin und Kollegen besteht die Art aus einer Reihe genetisch klar unterscheidbarer Lokalpopulationen, die teilweise bestandsbedroht sind, und sollte geschützt werden.